# Koudaï
Koudaï, ou Khoudaï, est considéré comme le Dieu suprême dans la mythologie turque. Il est considéré comme bienfaisant.
Dans la mythologie et le folklore de l'Altaï, kazakhs, kirghizes, khakasses, tatares et d'autres peuples turcs, Koudaï, avec son frère Erlik, a créé la terre et les plantes, les montagnes, les mers et les arbres. Il a créé l'homme à partir d'argile, et Erlik y a insufflé l'âme. Koudaï a créé le chien, mais ne lui a donné de poil (c'est Erlik qui l'a doté d'un pelage). Koudaï a créé les premiers animaux : le cheval, le mouton et la vache, et Erlik a donné naissance au chameau, à l'ours, au blaireau et à la taupe. Koudaï faisait tomber la foudre, et commandait au tonnerre. Il se disputa avec Erlik pour savoir qui serait le créateur, et Erlik perdit. Ils se répartirent ensuite les peuples. L'esprit de l'Altaï est considéré comme un fils de Koudaï.